# مامية البنا
مامية البنا، ولدت في 1966 في تونس العاصمة، وهي جامعية وسياسة تونسية.

## السيرة الذاتية
ولدت مامية البنا في عائلة متواضعة مع أخ وحيد لها في تونس العاصمة، أين كان والدها موظفا في وزارة المالية. زوالت تعليمها الابتدائي في مدرسة في قلب مدينة تونس، ثم واصلت دراستها في معهد نهج روسيا. تحصلت على شهادة الباكالوريا في 1986، ودخلت إلى كلية العلوم بتونس أين درست الكيمياء التحليلية، وذلك إلى مناقشة أطروحتها في الدكتوراه. أثرت دراساتها بأبحاث قامت بها في فرنسا، أين أمضت سنة في مركز الأبحاث حول المادة المقسمة (التابع للمركز الوطني الفرنسي للبحث العلمي وجامعة أورليان) وسنة أخرى في معهد غرينوبل للتقنية.

بعد 11 سنة أمضتها كأستاذة في كلية العلوم ببنزرت، تحصلت على شهادة التأهل للأستاذية وترقت لتصبح أستاذة محاضرة. دخلت كذلك للتدريس في المعهد العالي للعلوم وتكنولوجيات البيئة ببرج السدرية، قبل أن تنتخب كمديرة له بعد الثورة التونسية في 2011. عينت في كوزيرة للبيئة في حكومة حمادي الجبالي في 24 ديسمبر 2011 وذلك حتى 13 مارس 2013.

كانت مامية البنا مستقلة، ثم انتمت في 2013 إلى حزب التكتل الديمقراطي من أجل العمل والحريات، قبل أن تنتقل في 2015 إلى حراك تونس الإرادة.

## الحياة الخاصة
مامية البنا ولدت الزياني، متزوجة وأم لبنتين وطفل.

## مقالات ذات صلة
- قائمة الوزيرات التونسيات
- حكومة حمادي الجبالي